# Jarczów-Kolonia Druga
Jarczów-Kolonia Druga (prononciation [ˈjart͡ʂuf kɔˈlɔɲa ˈdruɡa]) est un village de la gmina de Jarczów, du powiat de Tomaszów Lubelski, dans la voïvodie de Lublin, situé dans l'est de la Pologne.
Il se situe à environ 3 kilomètres à l'ouest de Jarczów (siège de la gmina), 12 kilomètres au sud-est de Tomaszów Lubelski (siège du powiat) et 117 kilomètres au sud-est de Lublin (capitale de la voïvodie).

## Administration
De 1975 à 1998, le village est attaché administrativement à l'ancienne voïvodie de Zamość.

Depuis 1999, il fait partie de la nouvelle voïvodie de Lublin.